# Anton von Werner
Anton Alexander von Werner (Frankfurt an der Oder, 9 de maio de 1843 — Berlim, 4 de janeiro de 1915) foi um pintor do Reino da Prússia.

## Vida
Werner estudou pintura na Academia de Artes de Berlim e de Karlsruhe. Foi o pintor de maior prestígio na capital prussiana durante o reinado de Guilherme II e chegou a dar aulas de desenho e pintura ao imperador. Suas obras de relevo histórico adequavam-se intimamente ao ideário da nobreza e de glorificação do passado alemão.

## Obras
Entre as obras mais importantes de Werner estão A Capitulação de Sedan, Proclamação do Império Alemão em Versalhes, Moltke diante de Paris, Moltke em Versalhes, O Encontro de Bismarck e Napoleão III, Cristo e o Tributo, Guilherme I Visitando os Túmulos, O Congresso de Berlim, e algumas decorações executadas em mosaico para a Coluna da Vitória de Berlim. O trabalho de Werner é principalmente interessante pelo valor histórico de suas pinturas dos eventos da Guerra Franco-Prussiana.
Werner era bom amigo do pintor norueguês Hans Gude, a quem conheceu na escola de Karlsruhe, e com quem posteriormente trabalharia na Academia de Berlim. Gude escreveu sobre Werner em 1873:

Mesmo então [Werner] manifestava um talento versátil e rico, além de incrível assiduidade e capacidade de trabalho; ele era um dos melhores do nosso lado. Ele também era incansável em inventar todo tipo de travessuras para nos divertir nas tardes de domingo, quando todo o grupo se reunia.— Hans Gude

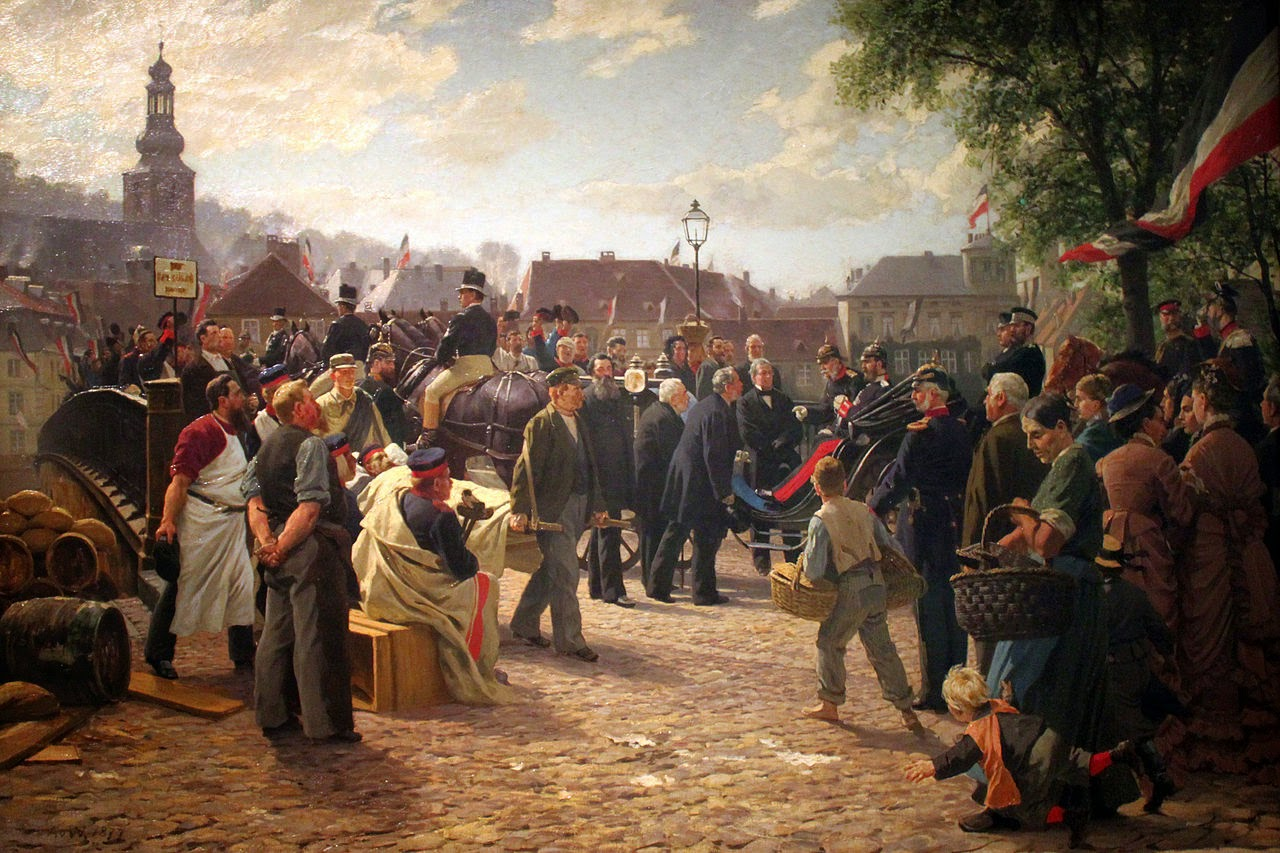
A Chegada do Rei Guilherme I em Saarbrücken (1877)
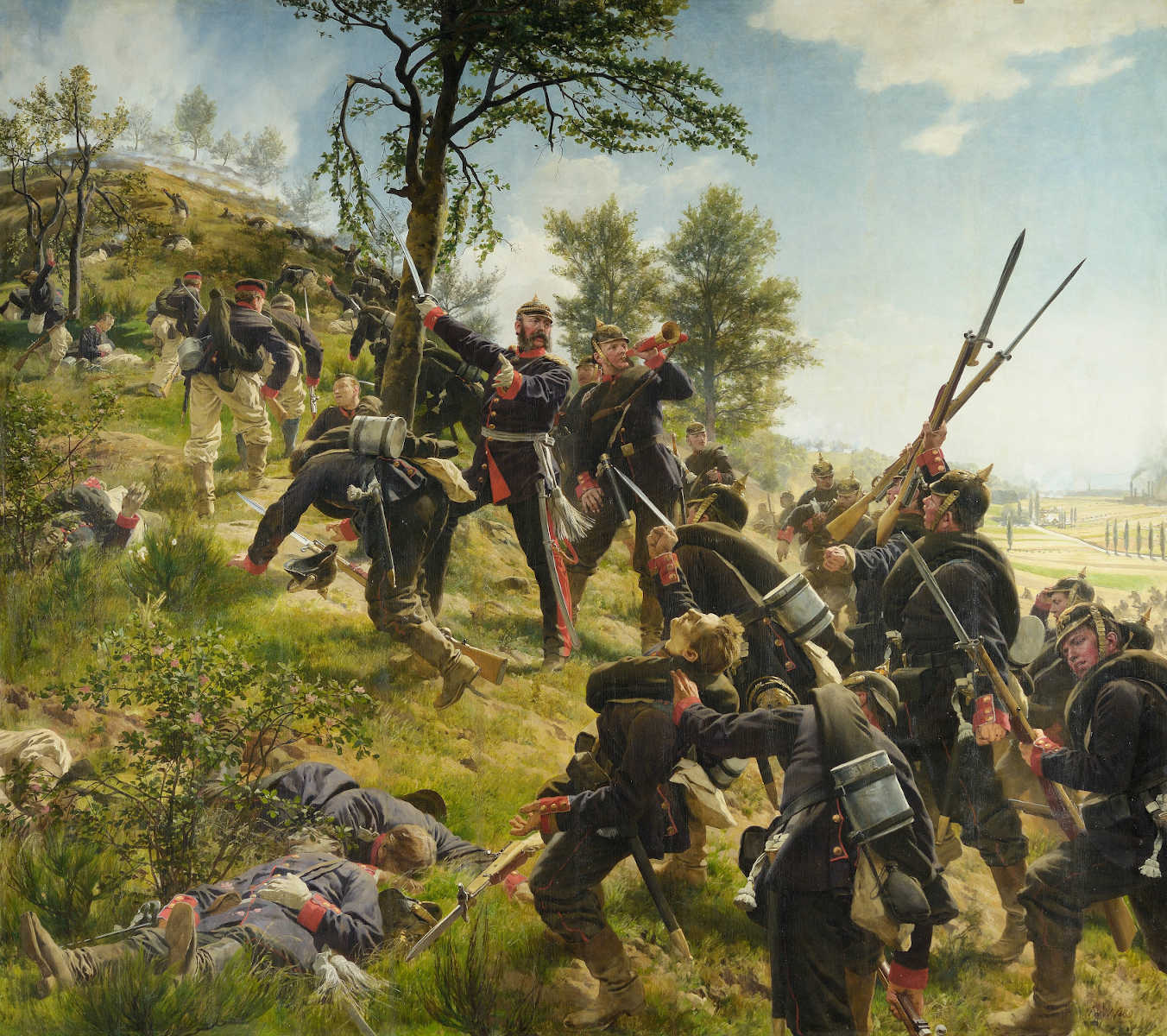
Ataque à Colina de Spicherer (1880)
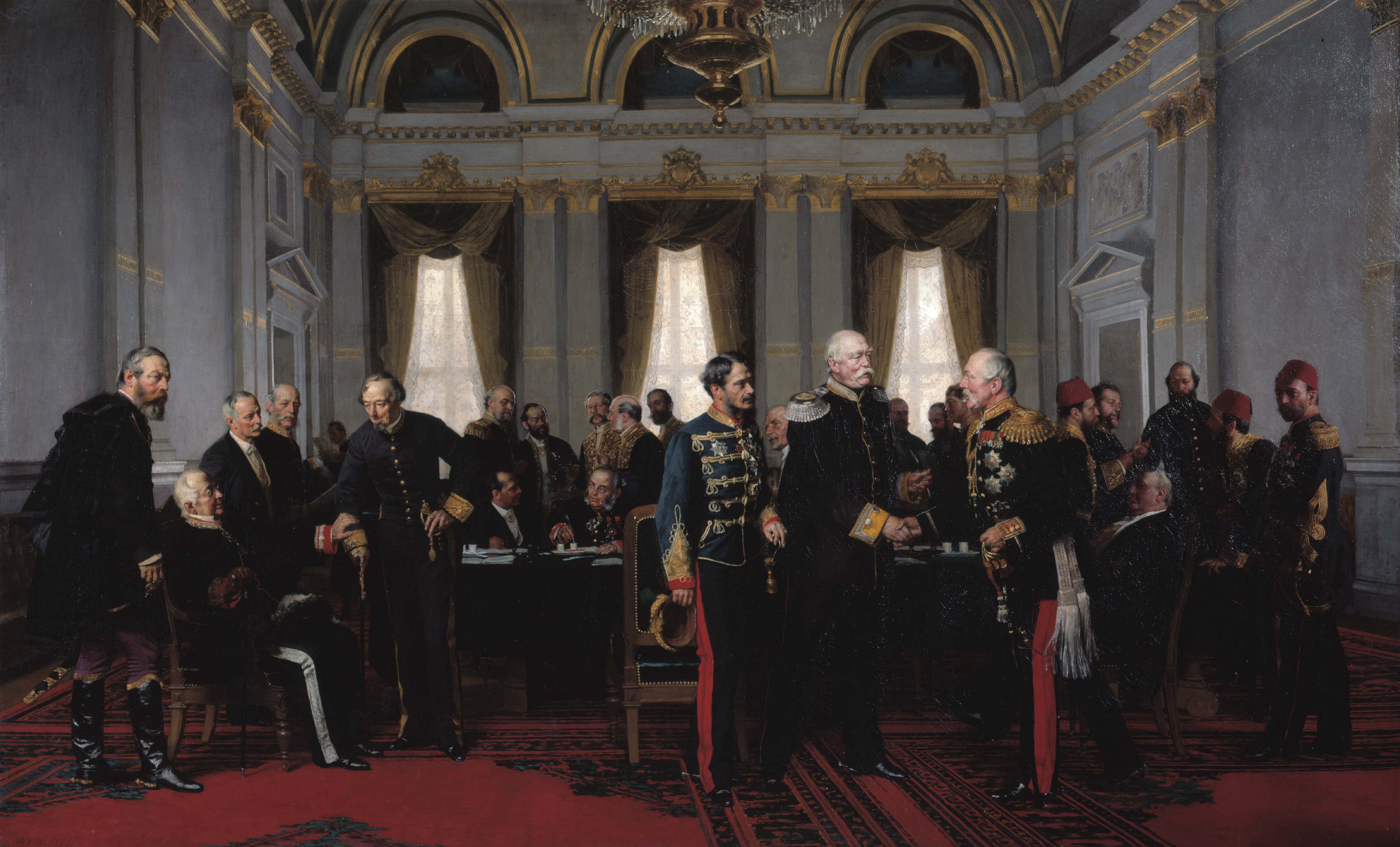
Congresso de Berlim (1881)
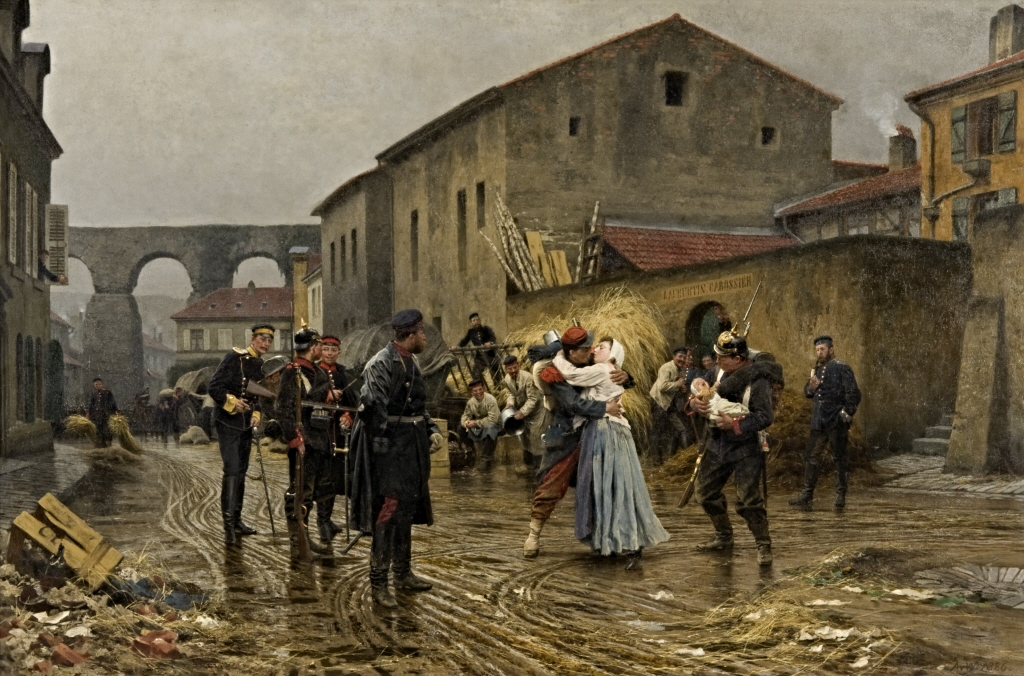
Prisioneiros de Guerra em Jouy-aux-Arches (1886)
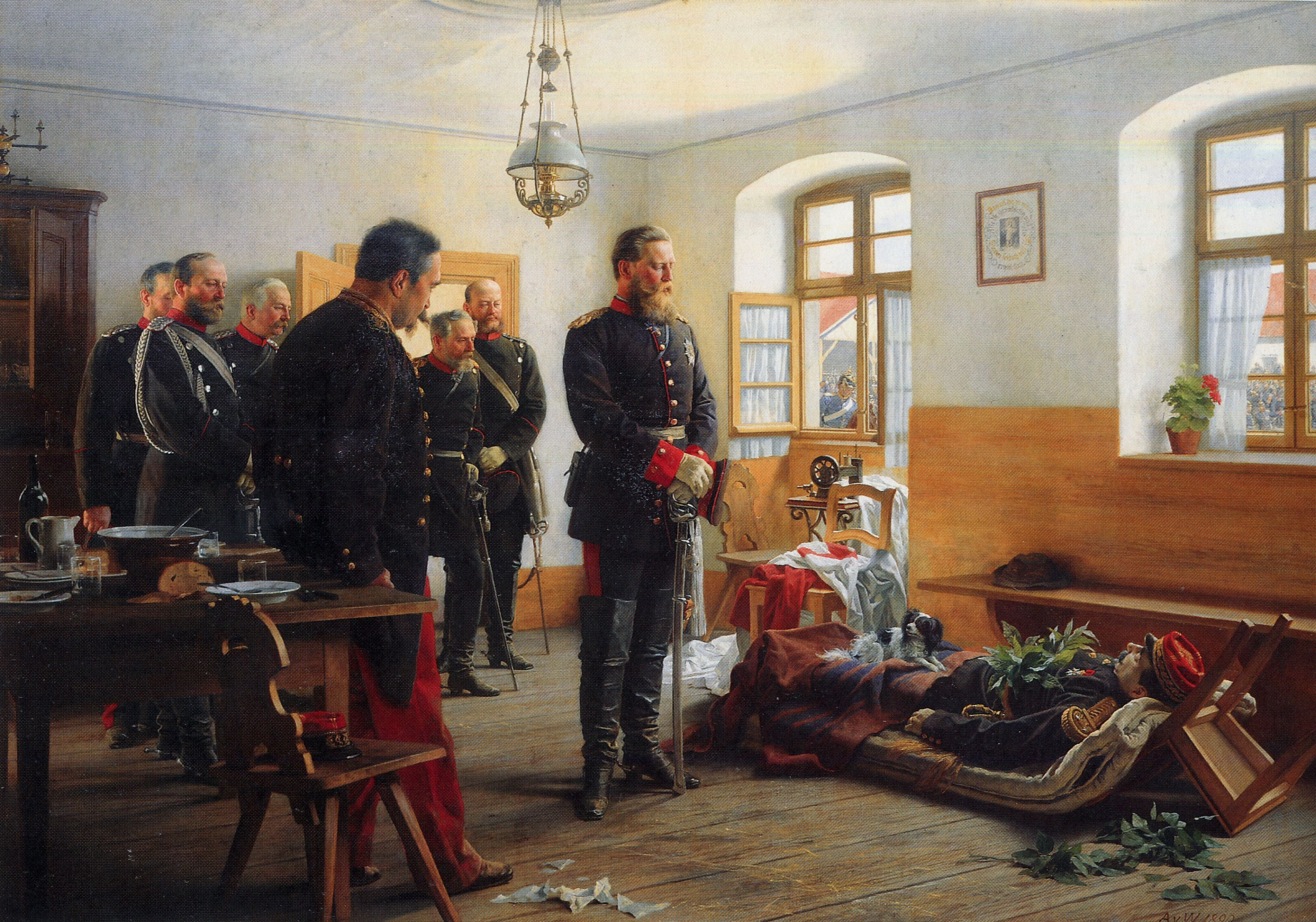
Príncipe Herdeiro Frederico Guilherme Contemplando o Cadáver do General Francês Abel Douay (1888)
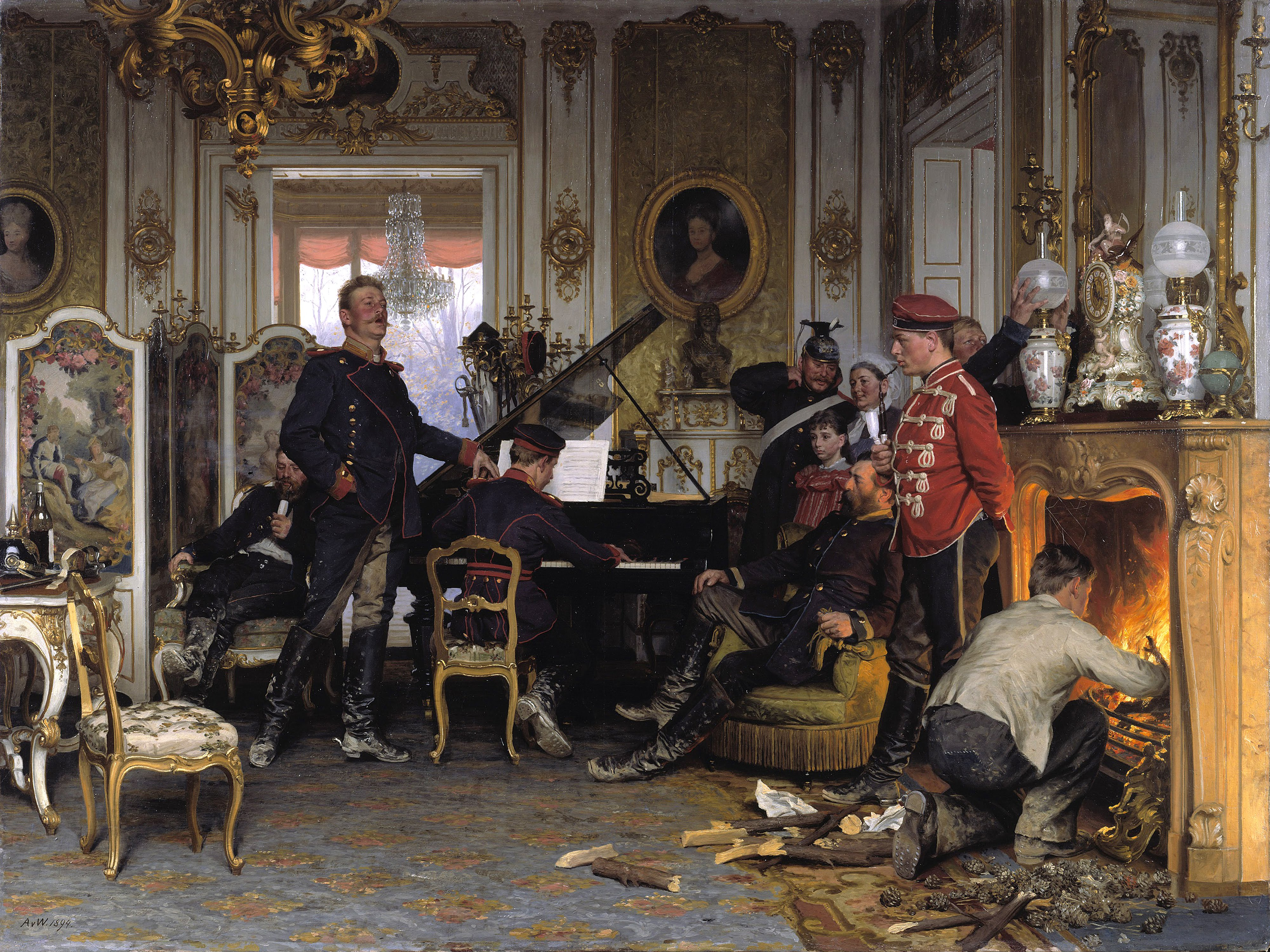
Um Alojamento nos Arredores de Paris (1894)
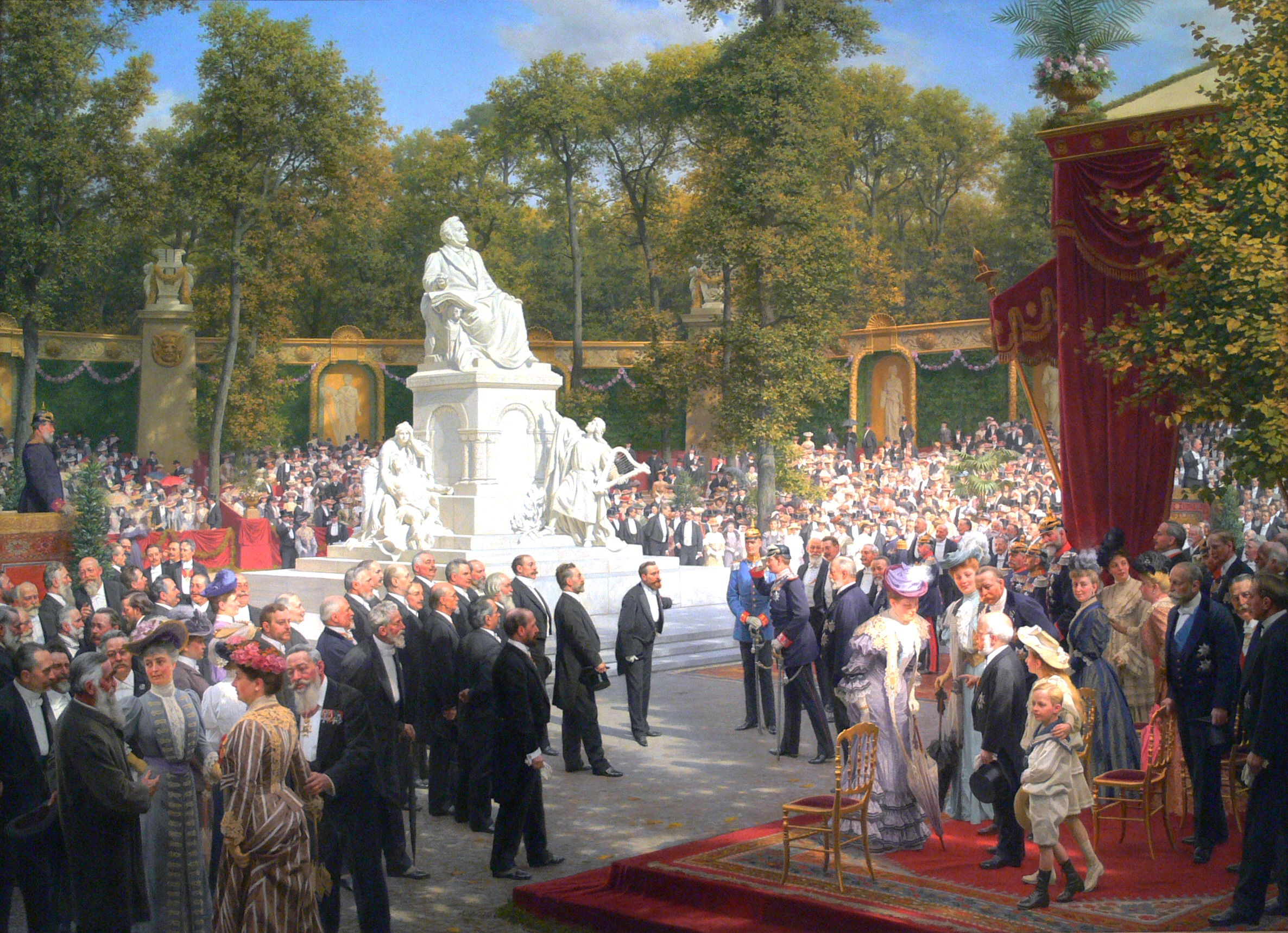
Inauguração do Monumento a Richard Wagner'no Tiergarten (1908)
Homem com Jornal (1893)
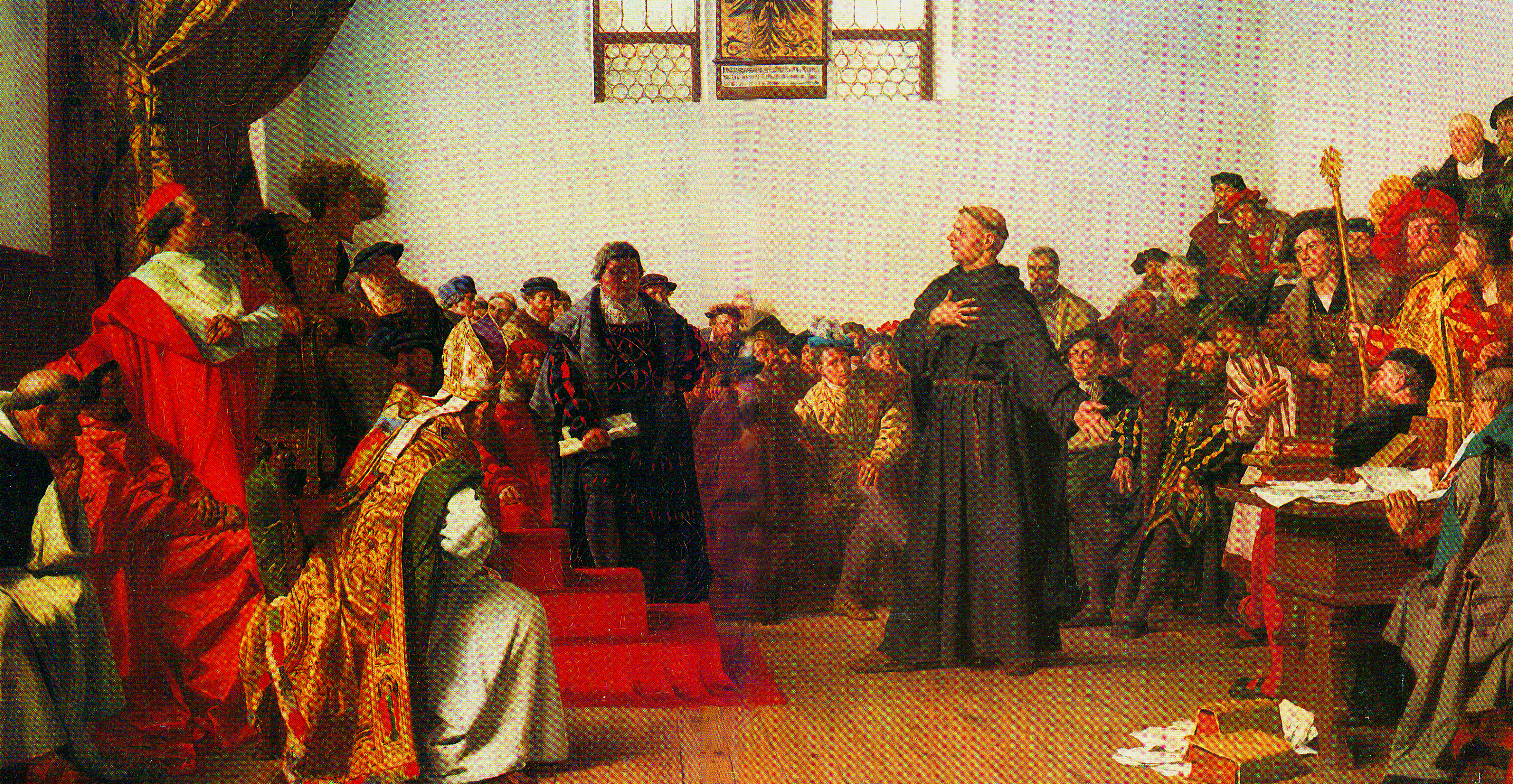
Martinho Lutero na Dieta de Worms (1877)
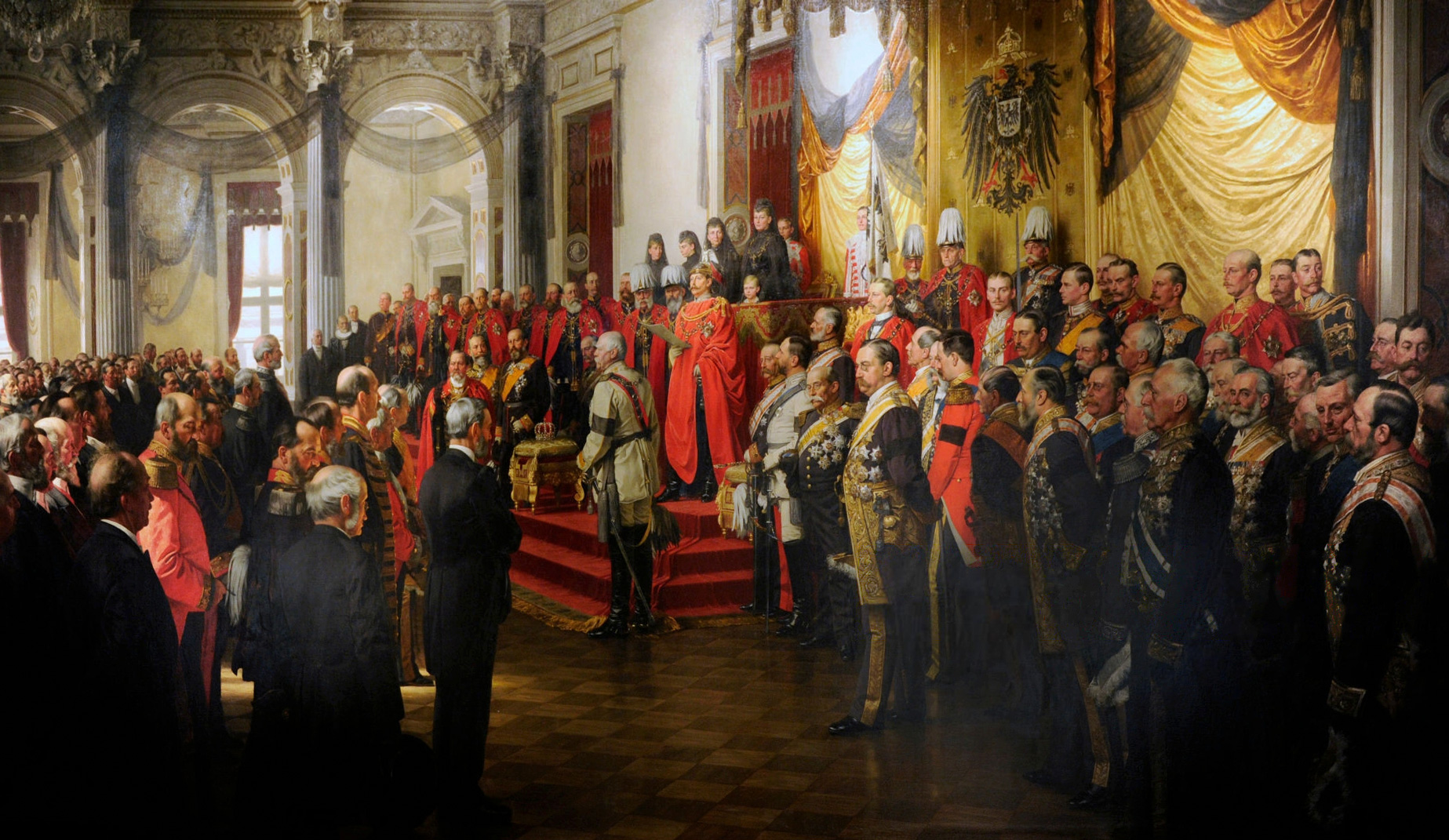
Abertura do Reichstag, 1888 no Salão Branco, Palácio de Berlim, 1893

### Outras obras conhecidas
- 1864 Kinderkopf im Profil (Cabeça de Criança em Perfil)
- 1867 Kauernder Jüngling (Jovem Agachado)
- 1872 Allegorie auf die Entstehung der deutschen Einheit (estudo para um mosaico na Coluna da Vitória em Berlim)
- 1873 Husar und älterer Offizier (Hussardo e Oficial Mais Velho)
- 1877 Die Proklamation des Deutschen Kaiserreiches (A Proclamação do Império Alemão). Destruída durante a Segunda Guerra Mundial; outra versão foi pintada em 1885
- 1879 Taufe in meinem Hause (Batismo em Minha Casa)
- 1881 Guilherme I da Prússia junto ao sarcófago de sua mãe, a Rainha Luísa, no Mausoléu de Charlottenburg (19 de julho de 1870)
- 1883 Panorama de Sedan
- 1886 Imperatriz Gigi